# Les Girls
Pour les articles homonymes, voir Girl.
Pour plus de détails, voir Fiche technique et Distribution.
Les Girls est un film américain réalisé par George Cukor, sorti en 1957.

## Synopsis
En Angleterre, Lady Sybil Wren — épouse de Sir Gerald Wren — publie ses mémoires : avant son mariage, elle faisait partie d'une troupe de « Girls » dirigée par le chorégraphe Barry Nichols. Une autre ancienne membre de cette troupe, Angèle Ducros, épouse d'un riche industriel des épices, lui intente un procès en diffamation. Lors des débats, chacune expose sa version des faits. Retour en arrière : Sybil et Angèle sont, avec Joy Henderson, les vedettes d'un spectacle en tournée de Nichols…

## Fiche technique
- Titre français et original : Les Girls
- Réalisation : George Cukor
- Scénario : John Patrick, d'après une histoire de Vera Caspary
- Direction artistique : William A. Horning et Gene Allen
- Décors : Edwin B. Willis et Richard Pefferle (en)
- Costumes : Orry Kelly
- Photographie : Robert Surtees
- Montage : Ferris Webster
- Musique : Cole Porter
- Adaptation et direction musicale : Adolph Deutsch
- Chorégraphie : Jack Cole et Gene Kelly (non crédité)
- Production : Sol C. Siegel ; Saul Chaplin (associé)
- Société de production et de distribution : Metro-Goldwyn-Mayer
- Genre : Film musical et comédie
- Format : Couleurs (Metrocolor) - 35 mm - CinemaScope - Son mono
- Durée : 109 minutes
- Dates de sortie :
  - États-Unis : 3 octobre 1957
  - France : 4 avril 1958

## Distribution
- Gene Kelly (VF : Roger Rudel) : Barry Nichols
- Mitzi Gaynor (VF : Joëlle Janin, dialogues ; Lucie Dolène, chants) : Joy Henderson
- Kay Kendall (VF : Jacqueline Porel) : Lady Sybil Wren
- Betty Wand (VF : Christiane Legrand) : voix chantée de Lady Sybil Wren
- Taina Elg (VF : Julia Dancourt, dialogues ; Anne Germain, chants) : Angele Ducros
- Thora Mathiason (VF : Anne Germain) : voix chantée d'Angele Ducros pour la chanson "Ça c'est l'amour"
- Jacques Bergerac (VF : Lui-même) : Pierre Ducros
- Leslie Phillips : sir Gerald Wren
- Henry Daniell (VF : Louis Arbessier) : le juge
- Patrick Macnee (VF : Jacques Dacqmine) : sir Percy
- Stephen Vercoe : M. Outward
- Philip Tonge : le juge-adjoint
- Nestor Paiva : le paysan espagnol
- George Navarro : le serveur
- Cyril Delevanti : le fanatique
- Lusita Triana : la danseuse de flamenco

et parmi les acteurs non crédités :
- George Davis : un français somnolent
- Maurice Marsac : un directeur d'établissement français
- Alberto Morin : un régisseur
- Gilchrist Stuart : le photographe anglais

## Numéro musicaux
- "Les Girls" de Barry, Joy, Sybil et Angele
- "You're Just Too, Too" de Barry et Sybil
- "Ça c'est L'Amour" de Angele
- "Ladies in Waiting" de Joy, Sybil et Angele
- "Why Am I So Gone (About that Gal)?" de Barry

## Autour du film
George Cukor s'était déjà illustré dans le genre du film musical en 1954, avec Une étoile est née, mais sur un mode dramatique. Il choisit le ton de la comédie avec Les Girls, où l'utilisation des couleurs est particulièrement remarquable. Le film se clôt sur un panneau publicitaire « Où est la vérité ? » : dans l'intervalle, le spectateur est mené d'une fausse piste à l'autre, au gré des « souvenirs » de chaque protagoniste.
Cyd Charisse, Kay Kendall et Leslie Caron étaient au départ les trois vedettes féminines prévues pour entourer Gene Kelly. Cyd Charisse se retira la première du projet pour tourner le remake musical de Ninotchka avec Fred Astaire et elle fut remplacée par Mitzi Gaynor. Puis ce fut le tour de Kay Kendall de se retirer (provisoirement) du casting : Taina Elg fut testée pour son rôle, mais Kay Kendall revint alors sur sa décision. Sur cela, Leslie Caron se retira à son tour du projet et Taina Elg fut choisie pour la remplacer.

## Remarque sur la VF
Tout comme la VF de Chantons sous la pluie, dans les éditions DVD, ce n'est pas la VF intégrale qui est proposée mais un montage dans lequel la quasi-totalité des parties chantées en français ont été remplacées par l'audio original.
Sur ce montage, seules la reprise de Ladies in Waiting et la toute première chanson d'Angele ont été gardées en français.
La VF intégrale du film a été proposée lors de sa sortie cinéma mais également lors de certaines diffusions télévisées.